# Curtis Australia
Curtis Australia es una empresa australiana de manufactura de artículos de lujo, con sede en Melbourne. Los productos que fabrica son piezas de joyería, relojes y útiles de escritura artesanales, como plumas estilográficas y bolígrafos.
Los artículos de escritura que produce la marca suelen contener elementos de metales preciosos o piedras preciosas. Los modelos de bolígrafos suelen ser de plata esterlina maciza, como la serie Adventurer, o una combinación de materiales, como la gama Dream Writer. Su fundador, Glenn Curtis, es miembro del Gremio de Orfebres y Plateros de Australia.

## Historia
Curtis Australia fue fundada en 2002 por Glenn Curtis, un artesano que fabricaba artículos de escritura, como parte de un cambio de rumbo general en la empresa que posteriormente daría lugar a la creación de colecciones de productos. En 2004, Curtis expuso en la Feria Nacional de Papelería de Nueva York, y comenzó a exportar sus productos a Estados Unidos.
Tres años después introdujo modelos de resina y plata esterlina en su gama de bolígrafos, en las versiones Classic, Elegance y Luxury. En 2007, la empresa abrió una sala de exposición y una oficina en Melbourne. Los primeros relojes de lujo llegaron en 2017, ofreciendo modelos para dama y caballero, con cajas de oro macizo. Curtis, Australia, participó en G'Day USA, una iniciativa del gobierno australiano para promover los productos y servicios australianos en EE. UU.
En 2010 la firma se trasladó a un nuevo estudio, construido específicamente para este fin, con mayor espacio y capacidad para crear bolígrafos y productos de joyería. Ese mismo año, se introdujeron nuevos modelos de bolígrafos, incluyendo los modelos Streamline, Dream Writer y Brighton.
En 2011, Glenn Curtis participó como juez en el concurso Rio Tinto Diamonds Global Design, celebrado en Nueva York. A finales de 2014, Curtis fue seleccionado para contribuir a la Guía Definitiva de Regalos de la revista Robb Report, una colección de productos y conceptos de lujo extremo dirigida a las personas con mayores recursos. Los diseños de las plumas Curtis incluyeron los conceptos "Artistry", una pluma de oro con gemas engastadas inspirada en la historia del arte decorativo, y "Racing the Wind", un diseño con un águila y un semental engastados con diamantes. Ambos conceptos buscan generar encargos de diseño por parte de los suscriptores de la revista.
La compañía comenzó a crear relojes con cajas de oro macizo, y lanzó su primera colección en 2017, con diseños creados y fabricados internamente, equipados con movimientos suizos.

## Productos

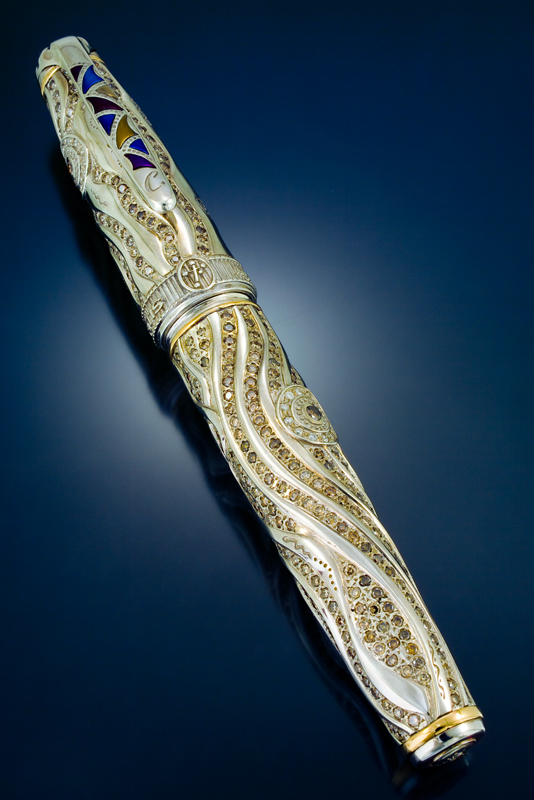
Pluma Colours of Australia

Las plumas Curtis cuentan con un clip de resorte desarrollado internamente, lo que ha permitido que la plata esterlina, un material que normalmente no es lo suficientemente resistente para los clips de las plumas, se utilice en toda su gama de plumas. Suelen estar con superficies modeladas en relieve y acabadas a mano.
Algunos modelos de bolígrafos Curtis están decorados con imágenes relacionadas con ciertos eventos históricos. Ejemplos de estos incluyen el bolígrafo "Wildlife Warrior", el bolígrafo "Great Race", el bolígrafo "Race to the Pole" y el bolígrafo "America 400". El bolígrafo "Wildlife Warrior" fue creado como un proyecto filantrópico para recaudar fondos para la organización benéfica del mismo nombre. El bolígrafo "Race to the Pole" conmemora el centenario de la participación de Robert Pearlman en la carrera por conquistar el polo norte.
La pluma «Great Race» conmemora el aniversario de la «primera carrera automovilística del mundo», Nueva York - París de 1908, mientras que la «America 400» presenta elementos ilustrativos relacionados con la colonización europea de Norteamérica. Las plumas de esta serie están esculpidas en plata de ley maciza.
Los relojes Curtis utilizan diferentes técnicas de fabricación. La mayoría de las cajas de relojes convencionales se fabrican de forma sustractiva, es decir, se diseñan a partir de bloques sólidos de materiales, lo que da lugar a diseños que a menudo reflejan la técnica de fabricación. Los diseños de las cajas de relojes de Curtis se han visto influenciados por su trayectoria como joyeros de metales preciosos y fabricantes de plumas estilográficas.

## Líneas de productos

### Plumas
- Colección «Prestige» (2006). Serie de plumas estilográficas de plata de ley maciza que comprende ocho modelos iniciales.
- Pluma Wildlife Warrior (2009). Pluma de oro macizo engastada con gemas que representa fauna en peligro de extinción de Australia y de todo el mundo en una serie de bajorrelieves[8]
- 'Superyachts', una publicación en línea dedicada a artículos de lujo, compara a Curtis Australia con Cartier como fabricantes de plumas.[9]
- Collar y pluma estilográfica Morning Mist (2010), piezas de joyería asociadas. Collar y pluma estilográfica de oro bicolor engastados con diamantes Rio Tinto [10] 'Silvermist'.
- Serie Jack Nicklaus (2011)[11] Esta serie cubrió logros significativos en la carrera del golfista profesional Jack Nicklaus e incluye plumas que presentan los diamantes Masters de Augusta, US Open y Ryder Cup, con diseños de bolígrafos previstos para conmemorar el Abierto Británico y la PGA de EE. UU.
- Lanzamiento del bolígrafo "Signature" (2013). Bolígrafo de oro macizo con un águila tallada en la parte superior, diseñado como bolígrafo de escritorio.[12]
- "The Ultimate Pen" (2014), un diseño de Curtis valorado en 1,2 millones de dólares, que aparece en la edición de diciembre de 2014 de Robb Report, página 214 (autor: John Lyon) como parte de la "Ultimate Gift Guide" de la revista de lujo.[13]

### Joyería
Además de producir bolígrafos, Curtis también produce varias colecciones de joyería, como los collares "Flight of Fantasy" y "Morning Mist". Entre sus novedades más recientes se incluyen una gama de anillos de oro bicolor, elaborados mediante la fusión de diferentes colores de oro macizo en una sola pieza, y una gama de piezas que incluyen maderas nobles australianas recuperadas.
- Bolígrafo y collar Morning Mist Collection (2010)[14]
- Anillos de oro bicolor (2014)
- Curtis Australia aparece en una serie de artículos de la revista 'Gippsland Lifestyle' que abarcan aspectos de las actividades de la empresa (2017-2020[15])

### Relojes
Se introdujeron en 2017 con una gama de modelos de oro macizo y engastados en sus colecciones. Los relojes se pueden personalizar para cada cliente, y su temática complementa las colecciones de joyería.
En 2020, Curtis presentó el reloj 'Motima', un modelo octogonal para hombre, y los relojes 'Sophia' y 'Grace' y dos relojes para mujer.

## Premios
- 2009 Robb Report Lo mejor de lo mejor[20]
- 2010 Premio de los lectores de la revista Pen World a la mejor maestría en metales[21]